# Trung Nam Trung Quốc

Vùng trung nam của Cộng hòa Nhân dân Trung Hoa

Trung Nam (tiếng Trung: 中南; bính âm: Zhōngnán) là một vùng của nước Cộng hòa nhân dân Trung Hoa được xác định bởi quốc vụ viện bao gồm các tỉnh Quảng Đông, Hải Nam, Hà Nam, Hồ Bắc và Hồ Nam, và Khu tự trị dân tộc Choang Quảng Tây. Tuy nhiên không bao gồm đặc khu hành chính: Hồng Kông và Ma Cao.